# Дуналка
Ду́налка (латыш. Dunalka) — населённый пункт в Южно-Курземском крае Латвии, административный центр Дуналкской волости. Находится на реке Дурбе. Расстояние до города Лиепая составляет около 38 км. По данным на 2017 год, в населённом пункте проживало 237 человек.

## История
В советское время населённый пункт был центром Дуналкского сельсовета Лиепайского района. В селе располагалась центральная усадьба колхоза «Cīņa» (рус. Борьба).